# St. Georg und Katharina (Wiesbaden-Frauenstein)

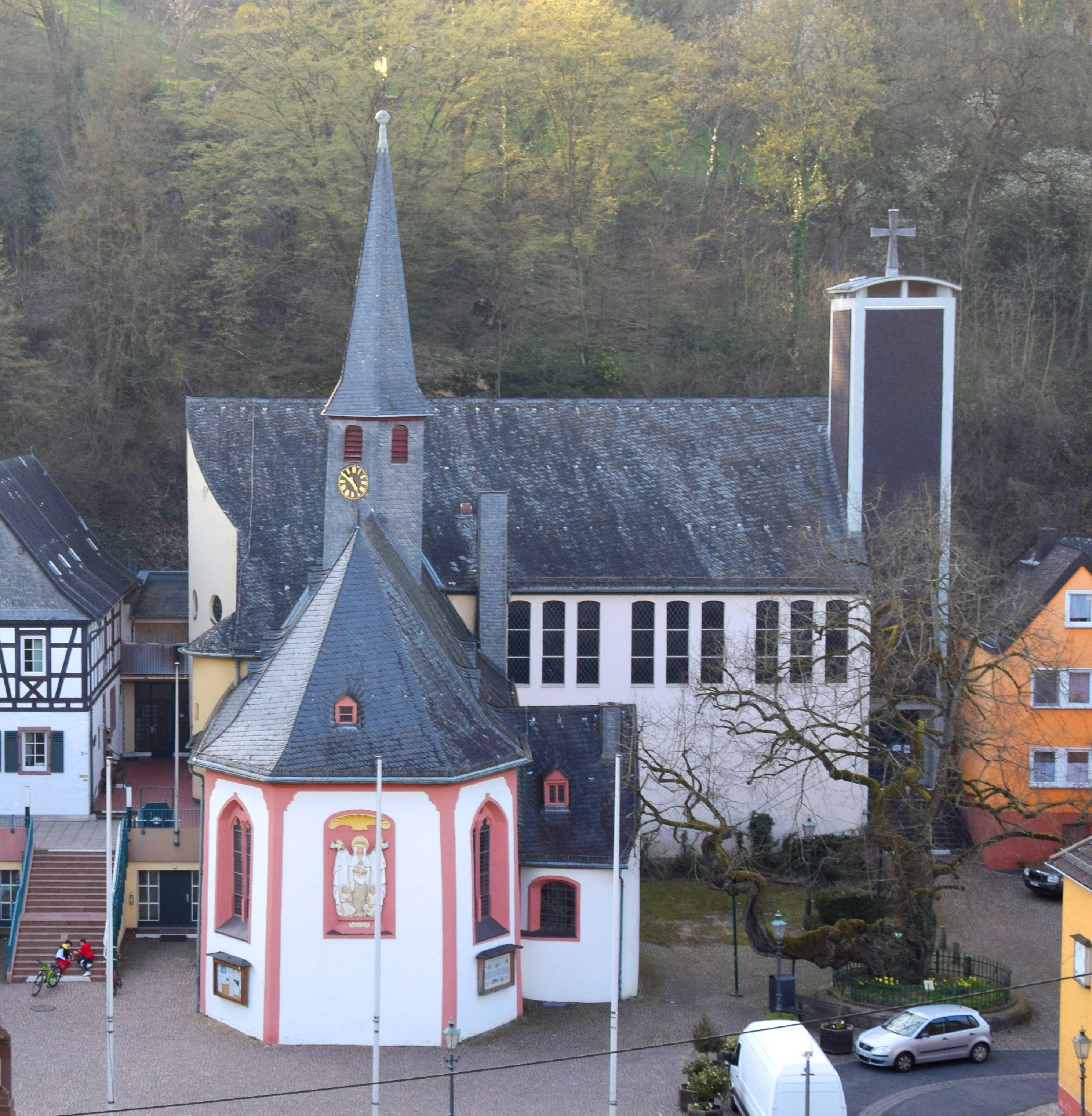
St. Georg und Katharina (Wiesbaden-Frauenstein)

Die römisch-katholische Kirche St. Georg und Katharina steht in Wiesbaden-Frauenstein, einem Stadtteil von Wiesbaden in Hessen. Das Gebäude steht unter Denkmalschutz. Die Kirchengemeinde gehört zum Bezirk Wiesbaden des Bistums Limburg.

## Beschreibung
Eine 1352 genannte Kapelle wurde zwischen 1505 und 1540 zu einer Saalkirche mit dreiseitigem Schluss des Chors im Osten ausgebaut. Das Portal der Kapelle von 1409 wurde wiederverwendet. Aus dem Satteldach des Kirchenschiffs erhebt sich seit 1509 ein sechseckiger, mit einem spitzen Helm bedeckter Dachreiter, der hinter den Klangarkaden den Glockenstuhl beherbergt. 1953/54 wurde vor der Westseite ein quergestellter Anbau als neue Kirche errichtet, in deren Kirchturm vier Kirchenglocken hängen. Die alte Saalkirche wurde zum Gemeindezentrum umgebaut. 
Aus der alten Saalkirche wurde ein Teil der Kirchenausstattung in die neue Kirche übertragen. Hierzu zählen das gotische Kruzifix, der barocke Hochaltar von 1713, der aus dem Kloster Tiefenthal stammt, eine barocke Kanzel von 1676 aus dem ehemaligen Franziskanerkloster in Hadamar und die Statuen der beiden Schutzpatrone. Die Orgel mit achtzehn Registern auf zwei Manualen und Pedal wurde 1971 von der Hugo Mayer Orgelbau errichtet. Bei einer Restaurierung 1989/90 kamen ein neues Altarretabel, ein Ambo und Osterleuchter von Hubert Elsässer dazu.